# Добруджа (футбольний клуб)
«Добруджа» (болг. ФК Добруджа) — болгарський футбольний клуб з міста Добрич. Домашні матчі команда проводить на стадіоні «Дружба», що вміщає близько 12 500 глядачів.

## Історія
У 1919 році в Добричі був заснований футбольний «Развітіє». На початку 1924 року в місті з'явилася ще одна футбольна команда «Надежда», пізніше перетворена в «Вихор» (1940 році змінив назву на «Цар Борис III»). В 1925 році в Добричі був утворений ФК «Глорія», перейменований в 1940 році в «Левскі», а в 1945 році — у «Спартак».

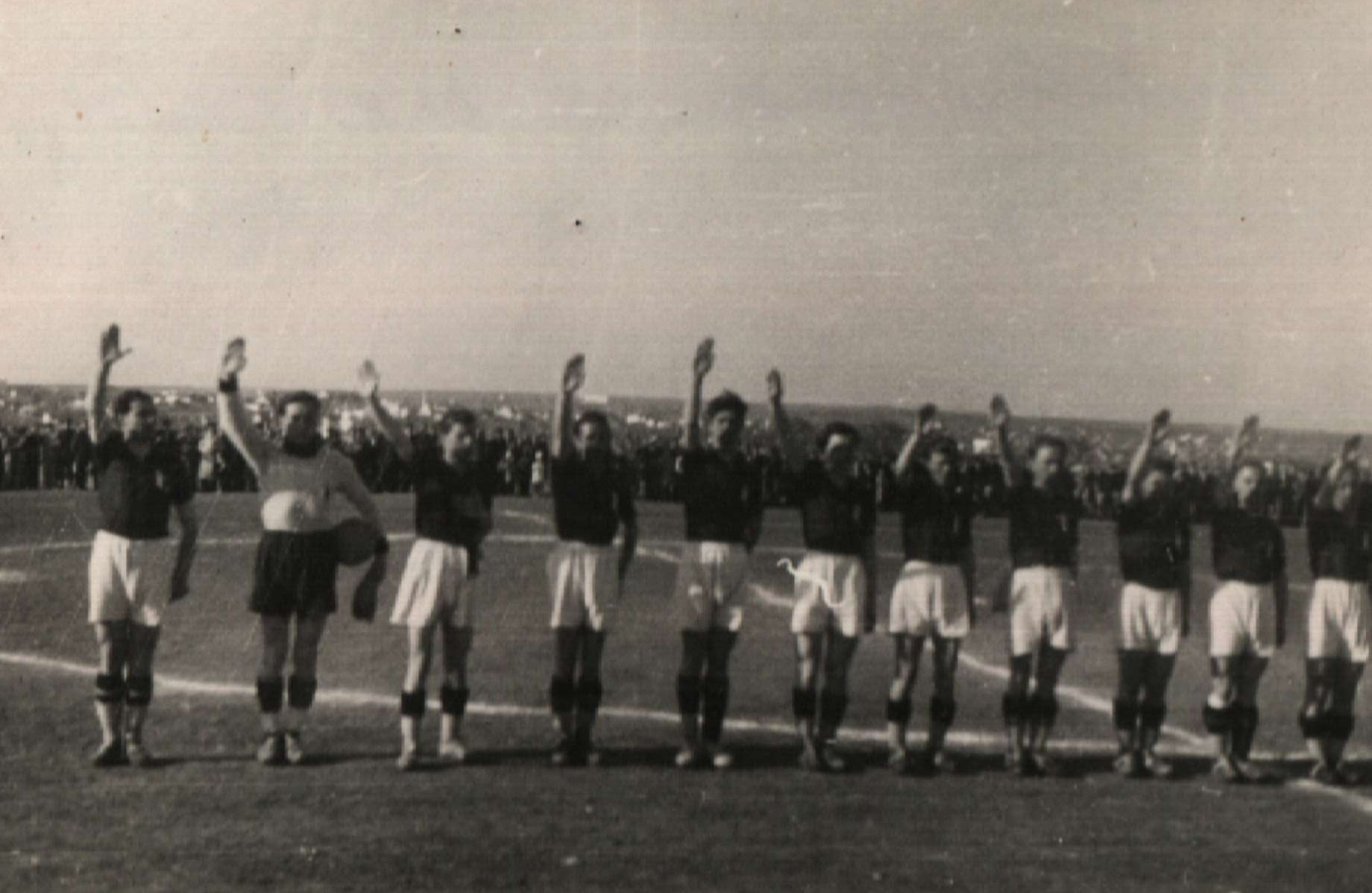
«Левскі» (Добрич) у 1943 році.

23 грудня 1945 «Вихор», який повернув собі свою колишню назву, об'єднався з «Юнаком», а в 1947 році відбулося його злиття і зі «Спартаком», результатом якого стала поява «Добруджі». У наступному році відбулося ще більшоге укрупнення: місцеві команди «Добруджа», «Славія» і «Динамо» об'єдналися в клуб «Орлов».
З 1949 року починається зворотній процес, що проходив тоді по всій країні, по розділенню міських клубів на добровільні спортивні організації за відомчим принципом. Найбільш відомими в Добріче стали «Червено знаме» і «Септемврі». У 1957 році «Червено знаме», «Спартак» і «Септемврі» були об'єднані в «Добруджу», а «Динамо», «Торпедо» і «Локомотив» — у «Вихор». У 1959 році «Вихор» був поглинений «Добруджею», яка стала головною командою міста.
У 1962 році «Добруджа» вперше у своїй історії здобула право грати в головній болгарській футбольній лізі. Але дебютний сезон у ній виявився невдалим, і команда за його підсумками вилетіла назад. В кінці 1960-х років клуб провів ще три роки у Групі «А».
Наступний прихід «Добруджі» в еліту припав на 1990-ті роки, що стали найкращими в історії клубу. Команда майже завжди боролася за виживання в лізі, тим не менш протягом дев'яти років не вилітала. Найкращим її результатом стало сьоме місце за підсумками сезону 1995/96. У чемпіонаті 1999/2000 «Добруджа» на фініші опинилась в зоні стикових матчів, у якому програла «Хебиру» з рахунком 0:2 і вилетіла з головної болгарської ліги.
На повернення назад клубу з Добрича знадобилося два роки, але сезон 2002/03 став для команди і понині останнім в еліті болгарського футболу.

## Статистика виступів у вищому дивізіоні
| Сезон   | Місце |
| ------- | ----- |
| 1962/63 | 15    |
| 1966/67 | 12    |
| 1967/68 | 12    |
| 1968/69 | 15    |
| 1991/92 | 14    |
| 1992/93 | 13    |
| 1993/94 | 12    |
| 1994/95 | 12    |
| 1995/96 | 7     |
| 1996/97 | 12    |
| 1997/98 | 11    |
| 1998/99 | 9     |
| 1999/00 | 12    |
| 2002/03 | 13    |

## Відомі гравці
- Светослав Тодоров
- Светослав Петров
- Ілія Дяков
- Стойчо Стоїлов
- Мілен Петков

## Відомі тренери
- Ніколай Костов (1996—1999)
- Едуард Ераносян (2001–2002)